# ستيوارت جوميز
ستيوارت جوميز (بالإنجليزية: Stuart Gomez)‏ هو لاعب كرة الريشة أسترالي، ولد في 15 نوفمبر 1982 في سيدني في أستراليا.

## وصلات خارجية
- ستيوارت جوميز على موقع BWF.tournamentsoftware.com (الإنجليزية)
- ستيوارت جوميز على موقع BWFbadminton.com (الإنجليزية)
- ستيوارت جوميز على موقع اللجنة الأولمبية الدولية (الإنجليزية)
- ستيوارت جوميز على موقع أوليمبيديا (الإنجليزية)
- ستيوارت جوميز على موقع اللجنة الأولمبية الأسترالية (الإنجليزية)